# Вулкан Цимент
Вижте пояснителната страница за други значения на Вулкан.
„Вулка̀н Цимент“ АД е завод за производство на цимент и азбестови изделия в Димитровград.

## История
През 1938 г. започва строителството на завода от „Вулкан“ АД. През 1940 – 1941 г. е построена въжена линия, а през 1942 г. жп линия и централни складове. Основното строителство е извършен на три етапа – 1946 – 1947, 1952 – 1953 и 1963 – 1964 г. Съоръженията и машините са произведени и доставени от ГДР, Дания и Полша. През 1948 – 1950 г. е построен Завод за азбестоциментови тръби и плочи. Той е разширен през 1959 г.
Проведена през лятото на 1988 година проверка на 225 предприятия в цялата страна с рискови и вредни условия на труд поставят на водещо място азбестоциментовото производство в Димитровград, условията на труд в него са определени като изключително тежки и е решено то да бъде спряно до 1 септември същата година.
След 1990 г. заводът е преобразуван в държавно акционерно дружество.

## Производствена дейност
Заводът се състои от четири пещни агрегата за изпичане на клинкер. Произвежда се портланд-цимент, пуцоланов цимент и нискотермичен цимент. Основните суровини – варовик и глина, се добиват в близост до завода. Годишният капацитет на завода възлиза на 730 000 тона цимент. За азбестоциментовите тръби и плочи се внася азбест от СССР.